# Auguste Delaherche
Félix-Auguste Delaherche, né le 27 décembre 1857 à Beauvais (Oise) et mort le 27 juin 1940 à Paris, est un céramiste français, pionnier et l'un des plus reconnus du style art nouveau.

## Biographie
Fils de Camille Lefébure et d'Eugène-Félix Delaherche, manufacturier à Beauvais, Auguste Delaherche entre en 1877 à l'École nationale des arts décoratifs de Paris, où il reçoit l'enseignement d'Edmond Lechevallier-Chevignard (1825-1902), chargé de l'atelier d'« applications décoratives » et du dessin depuis 1874, et de l'architecte Anthime-Marin Delarocque (1836-1929). Comme dessinateur, avec Lechevallier-Chavignard il collabore à la restauration des vitraux d'Ecouen puis à la création des verrières de la chapelle du château de Chantilly.
Il commence à produire de la céramique d'art en 1883, attiré par la tradition céramique beauvaisine, dont son oncle paternel, grand collectionneur, détient des pièces majeures : cette année-là, il rencontre Ludovic Pilleux, céramiste de la manufacture de L'Italienne, commune de Goincourt, près de Beauvais, et travaille dans son atelier. En 1886-1887, il est dessinateur et chef de service de la galvanoplastie de la maison Christofle.
En 1887, à l'exposition des arts décoratifs de Paris, il reçoit une première médaille d'or, puis une deuxième, lors de l'exposition universelle de 1889.
Par la suite, il est exposé à la galerie de Samuel Bing, « L'Art japonais », puis reprend, rue Blomet, l’atelier parisien du céramiste Ernest Chaplet où sa production prend place durant sept années. Le peintre Eugène Courboin exécute un portrait de lui dans cet atelier en 1891 : tout comme Chaplet, il engage la pratique du grès dans une voie nouvelle en renonçant aux décors gravés.
En 1891-1892, il s'installe au  hameau d'Armentières, commune de Lachapelle-aux-Pots, près de Beauvais puis, en 1894, il y fait construire sa maison et son atelier « Les Sables Rouges », par son ami l'architecte Genuys. En 1896, Le Penseur, un encrier composé avec Alexandre Charpentier, est envoyé à la deuxième exposition de la Libre Esthétique et remarqué par Madeleine Octave Maus.
En tant que membre de la Société nationale des beaux-arts, il expose dans les différents salons parisiens et expositions internationales. En juin 1899, il rejoint la Société nouvelle de peintres et de sculpteurs, avec une première exposition collective à la galerie Georges Petit à Paris en mars 1900.
Ami du peintre Henri Le Sidaner, il lui conseille de s'installer à Gerberoy (Oise), à une quinzaine de kilomètres de son atelier de La Chapelle-aux-Pots.
À partir de 1904, il produit des œuvres beaucoup plus libres, parfois asymétriques, directement inspirées de son imagination.
Auguste Delaherche meurt le 27 juin 1940 en son domicile dans le 7e arrondissement de Paris.

### Décorations
Il est nommé chevalier de la Légion d'honneur en 1894 avec pour parrain le peintre René Ménard — en 1920, il sera promu officier.

## Musées
De nombreuses pièces signées Auguste Delaherche sont présentées au musée d'Orsay, au musée de la Poterie de La Chapelle-aux-Pots qui présente une soixantaine de ses œuvres, ainsi qu'au musée de l'Oise qui possède une cinquantaine d'œuvres, en partie issues d'un legs de sa veuve, Jeanne Delaherche et d'une collection acquise par souscription publique en 1921, à l'initiative de Jean Ajalbert, directeur de la manufacture de la tapisserie de Beauvais.

Œuvres d'Auguste Delaherche au musée d'Orsay
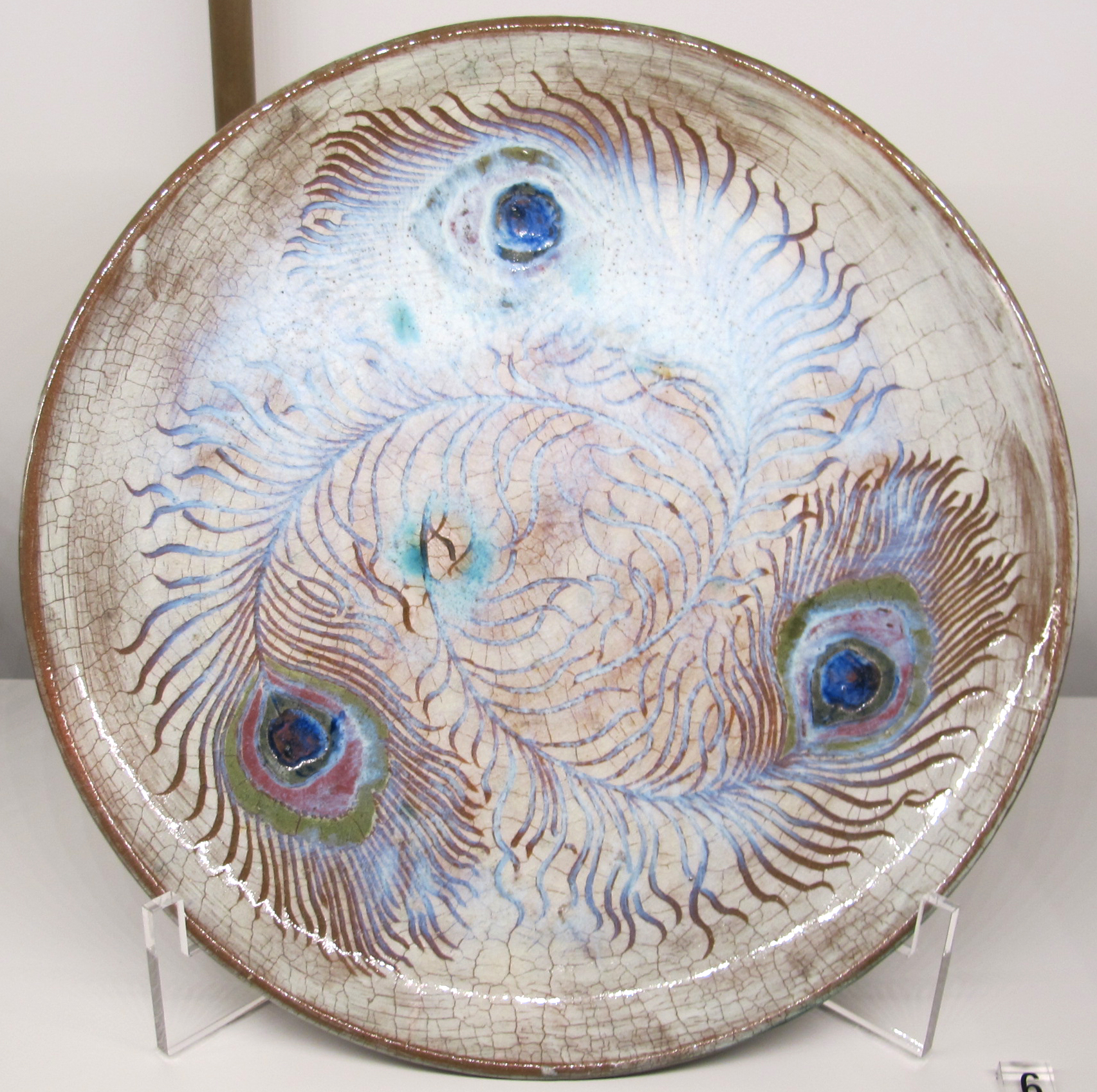
Plat aux plumes de paon (1887).
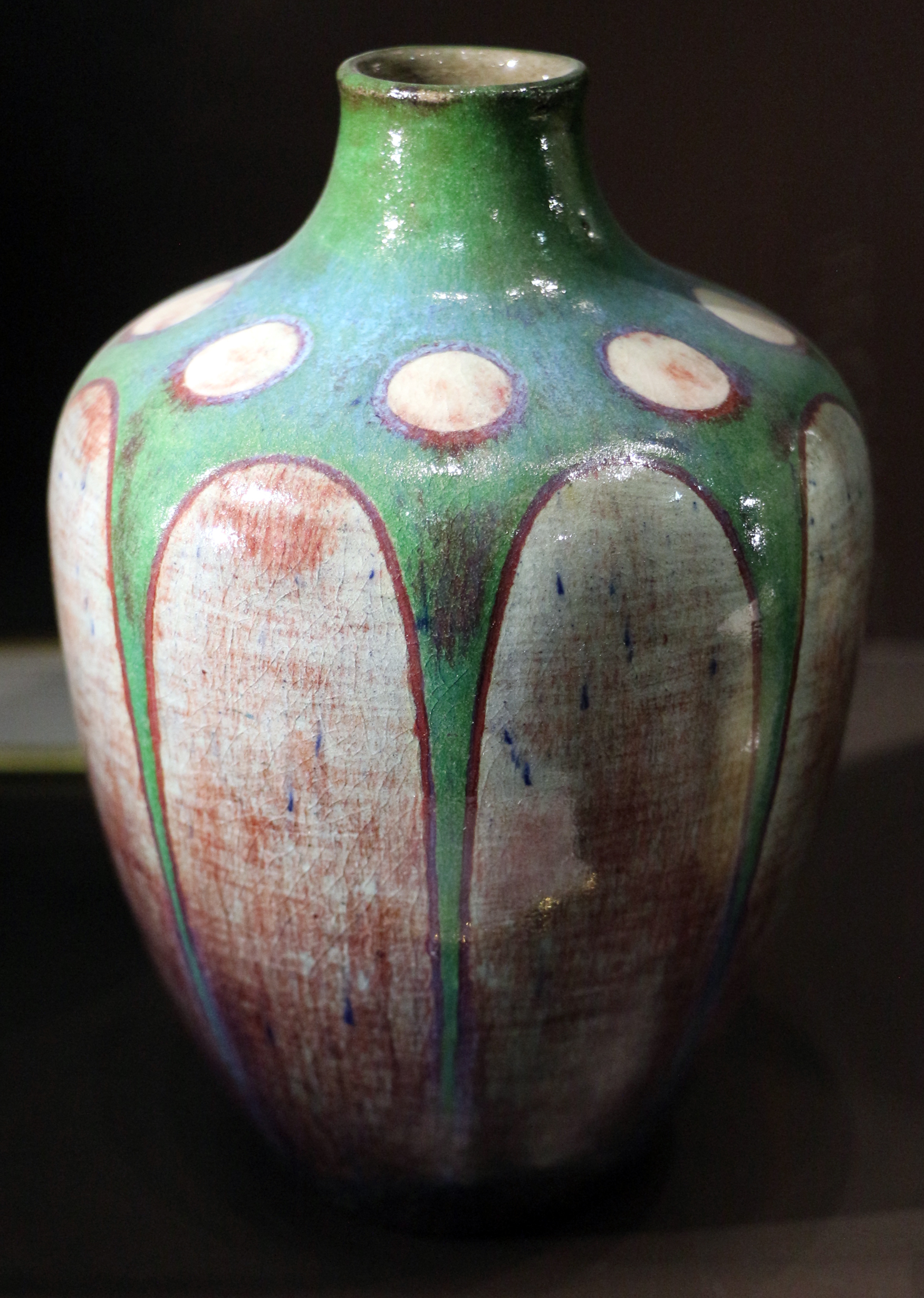
Vase en grès (1887).
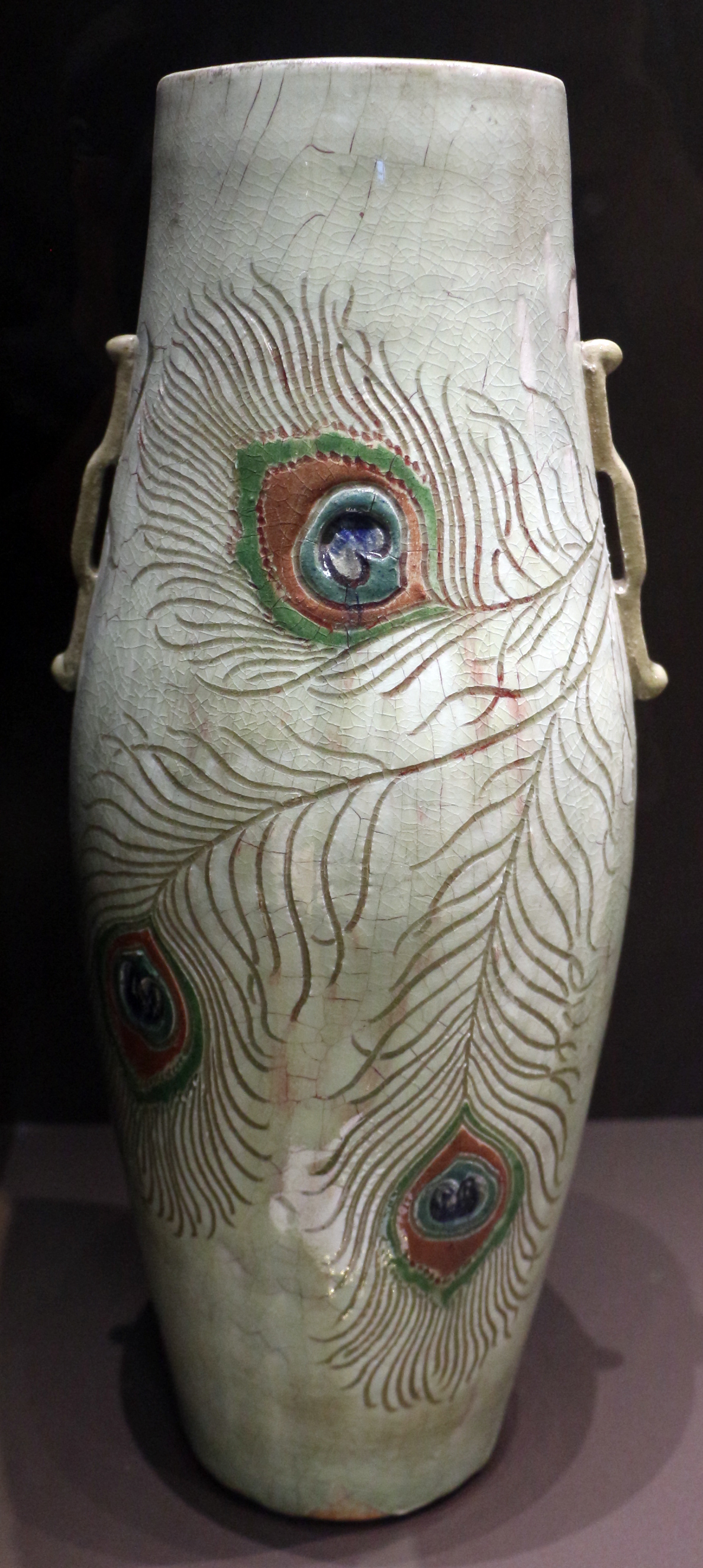
Vase (1889).
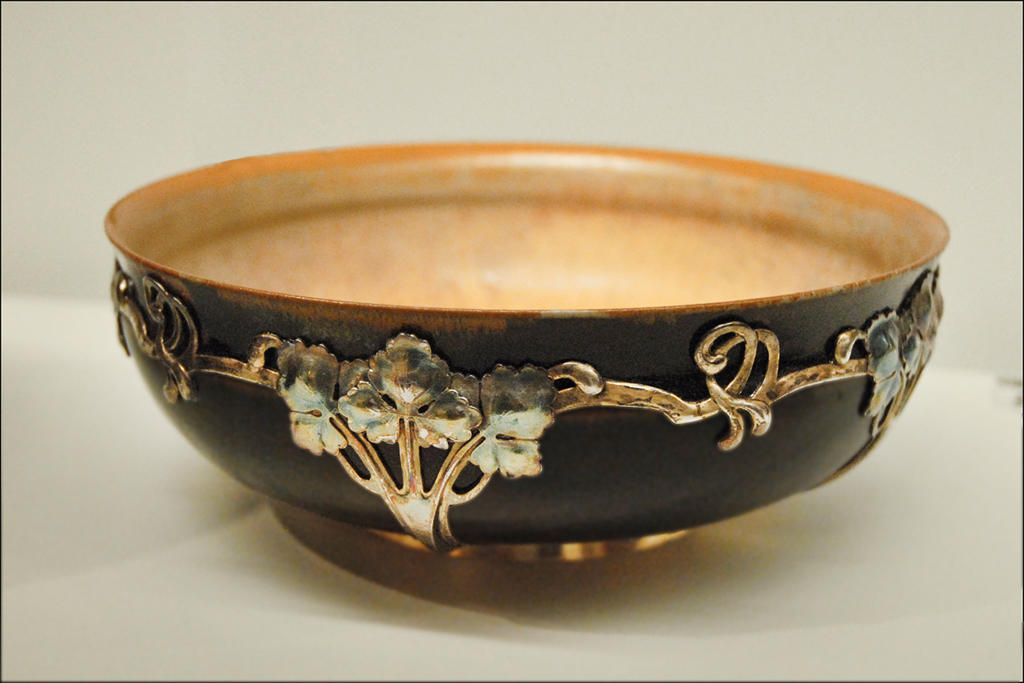
Bol en grès flammé à monture en argent doré exécuté à Armentières en 1901 avec Ernest Cardeilhac, orfèvre, et Lucien Bonvallet, dessinateur.